# Přírodní park Třemšín
Přírodní park Třemšín byl zřízen roku 1997 za účelem zachování krajiny horského rázu, jediné na území středních Čech. Leží ve Středočeském kraji v okrese Příbram.

## Historie
Původní rozloha parku byla 112 km2 a zaujímala rozsáhlou středočeskou část jižních Brd. Název přírodního parku byl odvozen podle jeho nejvyššího vrchu Třemšína (827 m n. m.). K velkému zmenšení došlo 1. ledna 2016, kdy převážná část byla včleněna do nově vzniklé chráněné krajinné oblasti Brdy. Zbylé části parku zůstal jeho původní název.
Stále se však jedná se o velmi členité a různorodé území, které pokrývají nejen lesy, ale také pole a louky. Nejvýraznější dominantou je protáhlý hřbet Hradecký hřeben. Chráněny jsou zdejší krajinné, přírodní a estetické hodnoty.
Nedaleko obce Hvožďany se nalézá ložisko zlata, o jehož těžbu v minulosti usilovala kanadská těžařská společnost.

## Geografie a přírodní podmínky
Součástí přírodního parku jsou tyto přírodní památky:
- Bezděkovský lom – zatopený lom s výskytem chráněných druhů rostlin a živočichů
- Rožmitál pod Třemšínem – lokalita s výskytem čolka velkého
- Rybník Vočert a Lazy – soustava dvou rybníků a mělké vodní nádrže s hojným výskytem kuňky obecné a dalších druhů obojživelníků
- Velký Raputovský rybník – významné rozmnožovací místo pro ohrožené obojživelníky jako je blatnice, rosnička, skokan, čolek nebo kuňka

## Pamětihodnosti
- Mohyla Jakuba Jana Ryby – Poblíž Voltuše se nachází kamenná mohyla v místě, kde 8. dubna 1815 spáchal sebevraždu Jakub Jan Ryba, rožmitálský učitel a hudební skladatel, který je autorem České mše vánoční.

- Tvrz Hvožďany – Z velké části dochovaná tvrz se špýcharem. Muzeum.
- Zámeček Roželov – Dříve myslivna, později přestavěna do podoby zámečku na letní sídlo pražských arcibiskupů.
- Zámeček Vacíkov – Bohatě zdobené dřevěné stavení loveckého zámečku na kamenné podezdívce z velké části v původním zachovalém stavu.